# باتريك ماسترسون
باتريك ماسترسون (بالإنجليزية: Patrick Masterson)‏ (ولد عام 1936، في دبلن) هو الرئيس السابق لجامعة كلية دبلن ومعهد الجامعة الأوروبية.
وقد شغل العديد من المناصب الأكاديمية، وألف العديد من الكتب والمنشورات في الفلسفة والدين. وقد أنتج مؤخرًا «رواية كوميدية عن الحرم الجامعي» Quality Time at St Chinian في عام 2017. حصل على الدرجة الأولى من الكلية الجامعية ثم حصل على الدكتوراه في لوفين عام 1962.
كان عضوًا في هيئة التدريس بكلية دبلن الجامعية قبل أن يتم تعيينه عميد لكلية الفلسفة وعلم الاجتماع في عام 1980، ومسجلًا في عام 1983 ورئيسًا من عام 1986 حتى مغادرته في ديسمبر 1993 ليصبح مديرًا لمعهد الجامعة الأوروبية، فلورنسا، المنصب الذي شغله من 1994 إلى 2002.
شغل منصب نائب رئيس جامعة أيرلندا الوطنية من عام 1987 إلى عام 1988. وهو أستاذ فخري لفلسفة الدين في جامعة كوليدج دبلن.

## المنشورات
- الإلحاد والاغتراب: المصادر الفلسفية للإلحاد المعاصر (البطريق ، 1972)
- إحساس الخلق - التجربة والله وراءها (Ashgate 2008 ، ISBN 978-0-7546-6426-0 ). [4]
- مع شيموس هيني : المفاصل: الشعر والفلسفة وتشكيل الثقافة (الأكاديمية الملكية الأيرلندية ، 2008)
- الاقتراب من الله: بين الظواهر واللاهوت (بلومزبري 2013 ، ISBN 9781623563080 ).
- وقت رائع في St Chinian (مطبعة ليبرتيز ، 2017) [5]